# Fourneaux (Loira)
Fourneaux és un municipi francès situat al departament del Loira i a la regió d'Alvèrnia-Roine-Alps. L'any 2007 tenia 634 habitants.

## Demografia

### Població
El 2007 la població de fet de Fourneaux era de 634 persones. Hi havia 240 famílies de les quals 56 eren unipersonals (44 homes vivint sols i 12 dones vivint soles), 68 parelles sense fills, 104 parelles amb fills i 12 famílies monoparentals amb fills.
La població ha evolucionat segons el següent gràfic:
Habitants censats

### Habitatges
El 2007 hi havia 295 habitatges, 242 eren l'habitatge principal de la família, 33 eren segones residències i 20 estaven desocupats. 268 eren cases i 27 eren apartaments. Dels 242 habitatges principals, 168 estaven ocupats pels seus propietaris, 63 estaven llogats i ocupats pels llogaters i 11 estaven cedits a títol gratuït; 1 tenia una cambra, 18 en tenien dues, 27 en tenien tres, 77 en tenien quatre i 118 en tenien cinc o més. 173 habitatges disposaven pel capbaix d'una plaça de pàrquing. A 111 habitatges hi havia un automòbil i a 113 n'hi havia dos o més.

### Piràmide de població
La piràmide de població per edats i sexe el 2009 era:
| Homes | Edats   | Dones |
| ----- | ------- | ----- |
| 0     | 95 o +  | 0     |
| 8     | 90 a 94 | 8     |
| 4     | 85 a 89 | 4     |
| 4     | 80 a 84 | 4     |
| 16    | 75 a 79 | 32    |
| 12    | 70 a 74 | 0     |
| 16    | 65 a 69 | 8     |
| 4     | 60 a 64 | 8     |
| 8     | 55 a 59 | 12    |
| 28    | 50 a 54 | 4     |
| 20    | 45 a 49 | 24    |
| 28    | 40 a 44 | 24    |
| 4     | 35 a 39 | 16    |
| 16    | 30 a 34 | 20    |
| 28    | 25 a 29 | 16    |
| 24    | 20 a 24 | 12    |
| 20    | 15 a 19 | 8     |
| 24    | 10 a 14 | 20    |
| 4     | 5 a 9   | 12    |
| 20    | 0 a 4   | 16    |

## Economia
El 2007 la població en edat de treballar era de 390 persones, 294 eren actives i 96 eren inactives. De les 294 persones actives 277 estaven ocupades (158 homes i 119 dones) i 17 estaven aturades (5 homes i 12 dones). De les 96 persones inactives 30 estaven jubilades, 44 estaven estudiant i 22 estaven classificades com a «altres inactius».

### Ingressos
El 2009 a Fourneaux hi havia 236 unitats fiscals que integraven 624 persones, la mediana anual d'ingressos fiscals per persona era de 15.393 €.

### Activitats econòmiques
Dels 37 establiments que hi havia el 2007, 1 era d'una empresa extractiva, 1 d'una empresa alimentària, 6 d'empreses de fabricació d'altres productes industrials, 8 d'empreses de construcció, 6 d'empreses de comerç i reparació d'automòbils, 4 d'empreses d'hostatgeria i restauració, 2 d'empreses financeres, 2 d'empreses immobiliàries, 6 d'empreses de serveis i 1 d'una entitat de l'administració pública.
Dels 11 establiments de servei als particulars que hi havia el 2009, 2 eren tallers de reparació d'automòbils i de material agrícola, 1 paleta, 1 guixaire pintor, 1 fusteria, 3 lampisteries, 2 restaurants i 1 agència immobiliària.
Dels 3 establiments comercials que hi havia el 2009, 1 era una botiga de menys de 120 m², 1 una fleca i 1 una carnisseria.
L'any 2000 a Fourneaux hi havia 21 explotacions agrícoles que ocupaven un total de 770 hectàrees.

## Equipaments sanitaris i escolars
El 2009 hi havia 2 escoles elementals.

## Poblacions més properes
El següent diagrama mostra les poblacions més properes.